# Battaglia di Ponte Milvio
La battaglia di Ponte Milvio fu combattuta il 28 ottobre 312 tra l'imperatore romano Costantino I, che governava le regioni occidentali dell'impero, e l'usurpatore (imperatore in Italia e Africa, ma non riconosciuto dai colleghi della tetrarchia) Massenzio, che risiedeva a Roma, dove aveva l'appoggio dei pretoriani. La battaglia si svolse alle porte di Roma, nei pressi del ponte milvio.
A seguito della vittoria delle sue truppe, Costantino divenne l'unico sovrano della parte occidentale dell'impero, ulteriore passo nel suo percorso politico che lo portò a divenire imperatore unico e porre fine alla tetrarchia. Nel corso della battaglia, Massenzio morì annegato nel Tevere; il suo corpo fu poi trovato, estratto dal fiume e decapitato. Per evitare dubbi o dicerie sulla sua fine,  la sua testa fu fatta sfilare per le strade di Roma il giorno successivo alla battaglia e poi fu portata in Africa, dove Massenzio aveva diversi sostenitori.
L'importanza culturale della battaglia deriva dal racconto dei cronisti cristiani Eusebio di Cesarea e Lattanzio, secondo cui l'evento segnò l'inizio della conversione di Costantino al cristianesimo: Lattanzio narra che la notte prima della battaglia Costantino ebbe un sogno in cui gli fu detto di porre un simbolo cristiano sugli scudi dei suoi soldati; Eusebio racconta invece che, diverso tempo prima dello scontro, Costantino e i suoi soldati ebbero una visione celeste inviata dal Dio cristiano. L'Arco di Costantino, eretto per celebrare la vittoria, attribuisce certamente il successo di Costantino all'intervento divino; tuttavia, il monumento non mostra alcun simbolismo cristiano.

## La storia della guerra di ponte Milvio
La battaglia rientra in una lunga serie di guerre civili combattute tra il 306 e il 324, che scoppiarono dopo le dimissioni di Diocleziano (1º maggio 305) e la fine della prima tetrarchia: i suoi successori, infatti, iniziarono a lottare per il controllo dell'Impero romano quasi immediatamente, e gli scontri terminarono solo quando Costantino divenne l'unico imperatore.
All'abdicazione di Diocleziano e del collega Massimiano, succedettero loro Galerio e Costanzo I, in un sistema di imperatori (Augusti) e vice imperatori (Cesari) che si basava sulla cooptazione e non sulla successione dinastica. Quando Costanzo I morì a Eboracum il 25 luglio 306, le sue truppe, però, acclamarono imperatore il figlio, Costantino, invece del suo successore designato Severo. Poco dopo (28 ottobre 306), a Roma si auto-proclamò imperatore Massenzio, figlio di Massimiano; ma mentre la pretesa di Costantino fu riconosciuta da Galerio, Augusto senior dell'Impero, Massenzio fu trattato come un usurpatore; Galerio, tuttavia, riconobbe a Costantino solo il rango di Cesare. Galerio ordinò al suo co-imperatore, Severo, di deporre Massenzio all'inizio del 307, ma una volta giunto in Italia, l'esercito di Severo disertò in favore di Massenzio e Severo fu catturato, imprigionato e giustiziato. Lo stesso Galerio marciò su Roma in autunno, ma non riuscì a prendere la città; a ogni modo, nel corso di una riunione di Galerio e Diocleziano a Carnuntum, Massenzio fu dichiarato hostis publicus, condizione che ne rendeva l'uccisione legale. Costantino evitò il conflitto sia con Massenzio sia con gli imperatori orientali per la maggior parte di questo periodo.
Costantino e Massenzio divennero cognati quando il primo sposò Fausta, figlia di Massimiano e sorella di Massenzio, ma i loro rapporti si deteriorarono rapidamente, non ultimo perché Costantino fu riconosciuto Augusto mentre Massenzio non fu mai accolto dai colleghi nel collegio imperiale.
Nella primavera del 312, mentre Massenzio si aspettava di essere attaccato da Oriente dalle truppe dell'altro Augusto, Licinio, Costantino radunò in Gallia un esercito di 40 000 soldati e attraversò improvvisamente le Alpi, attaccando l'Italia per deporre Massenzio. Malgrado la resistenza delle truppe massenziane, radunate in Italia settentrionale proprio per far fronte al previsto attacco di Licinio, Costantino conquistò città dopo città, vincendo due grandi battaglie, la prima presso Torino, la seconda a Verona, dove il prefetto del pretorio Ruricio Pompeiano, il generale più anziano e più esperto di Massenzio, fu ucciso.

## Battaglia

### Preparativi
Di fronte all'avanzata di Costantino, Massenzio decise inizialmente di rimanere dentro Roma, obbligando l'avversario a porre la città sotto assedio, riproponendo una strategia che aveva usato con successo già due volte, durante le invasioni di Severo e Galerio. Provvedette ad accumulare grandi quantità di cibo, sfruttando il proprio controllo della fornitura di grano dall'Africa, demandò la protezione della città alla fedele Guardia Pretoriana e alle Mura Aureliane, e diede ordine di tagliare alcuni ponti sul Tevere (sicuramente Ponte Milvio attraverso il quale la via Flaminia superava il Tevere) presumibilmente su consiglio degli dei.

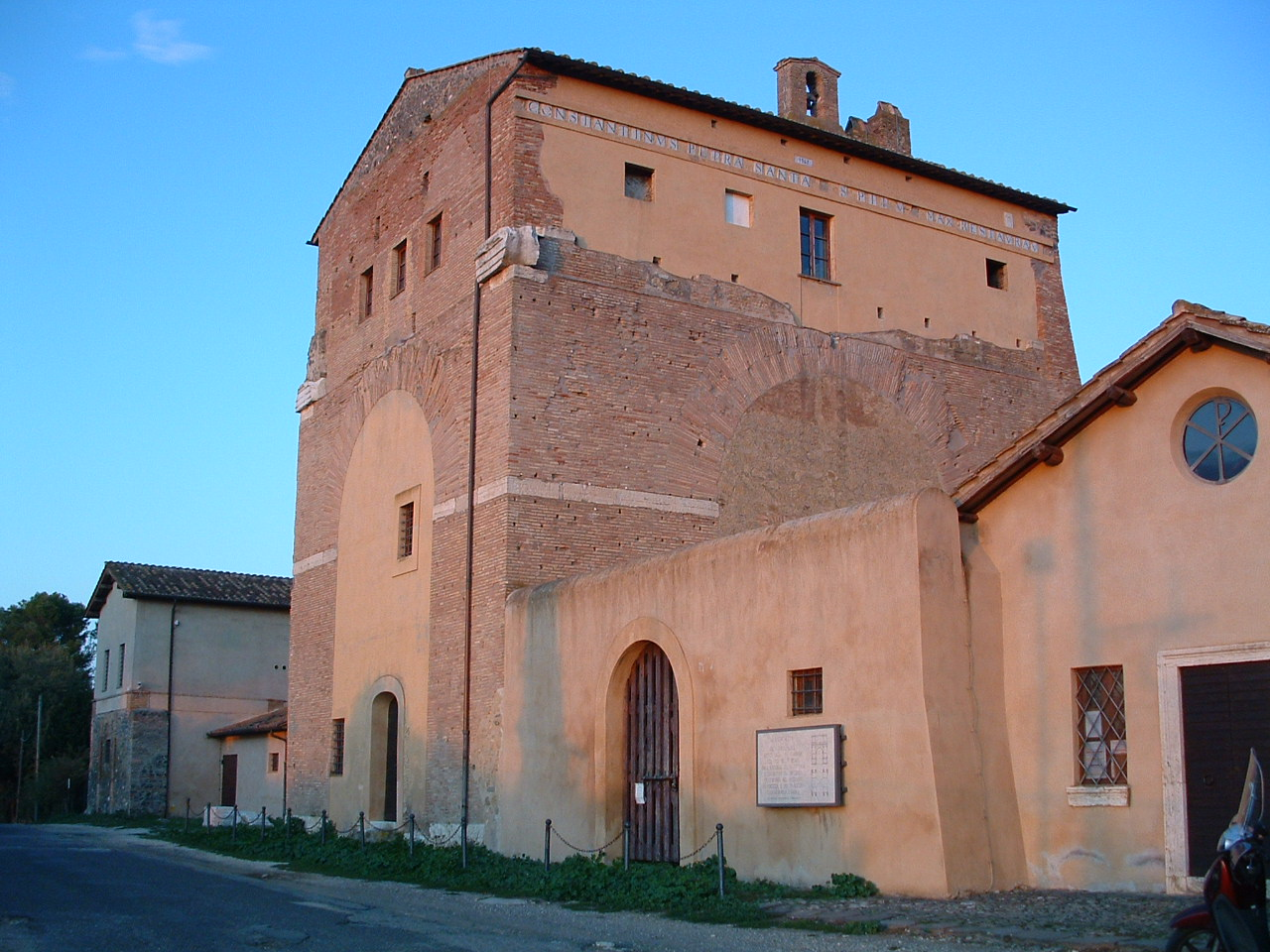
L'arco di Malborghetto, probabilmente eretto nei pressi dell'accampamento di Costantino prima della battaglia di Ponte Milvio

Costantino intanto discendeva col suo esercito lungo la via Flaminia, raggiungendo Roma ad autunno inoltrato, praticamente senza incontrare ostacoli. È probabile che si sia accampato col suo esercito in località Malborghetto, vicino a Prima Porta, sulla riva destra del fiume Tevere e a poca distanza dal ponte Milvio: in questo luogo, infatti, è presente il cosiddetto Arco di Malborghetto, un tetrapilo di epoca costantiniana che monumentalizza l'incrocio della Flaminia con un'altra strada.
Dopo l'arrivo di Costantino, Massenzio cambiò idea e decise di affrontare Costantino in campo aperto. Le fonti antiche attribuiscono variamente questa decisione a un intervento divino (ad esempio il De mortibus persecutorum ed Eusebio) o alla superstizione (ad esempio Zosimo), e annotano che il giorno della battaglia coincideva con i suoi quinquennalia, ovvero il quinto anniversario della sua ascesa al trono (28 ottobre): si trattava di una circostanza che era generalmente ritenuta di buon auspicio. Il De mortibus persecutorum riporta anche che la popolazione sostenne Costantino con acclamazioni durante i giochi circensi celebrati proprio in occasione dei quinquennalia: è possibile che questa perdita di consenso da parte di Massenzio fosse stata causata dalla sua tattica attendista, che aveva permesso a Costantino di scendere lungo la Flaminia quasi senza opposizione. Massenzio decise allora di consultare i Libri Sibillini e vi trovò scritto che «il 28 ottobre il nemico dei Romani sarebbe morto»: interpretando questa profezia come favorevole a sé stesso, decise di affrontare Costantino in una battaglia campale.
Massenzio scelse di schierare il proprio esercito in una piana successivamente nota come i Prati di Tor di Quinto, poco prima che la via Flaminia attraversasse il Tevere sul Ponte Milvio per entrare a Roma: il controllo di tale punto d'accesso era essenziale per tenere il rivale lontano da Roma, dove il Senato avrebbe sicuramente favorito chi avesse controllato la città. Poiché probabilmente Massenzio aveva parzialmente distrutto il ponte durante i preparativi per l'assedio, fece costruire un ponte di legno o di barche per far attraversare il fiume al suo esercito. Le fonti differiscono sulla natura del ponte che svolse un ruolo centrale per gli eventi della battaglia: Zosimo lo cita, in modo vago, come costruito in due parti collegate tra loro da fissaggi in ferro, mentre altri indicano che si trattava di un ponte di barche; le fonti non sono inoltre chiare se il ponte fosse stato deliberatamente costruito come una trappola collassabile per le forze di Costantino oppure no.

### Forze in campo

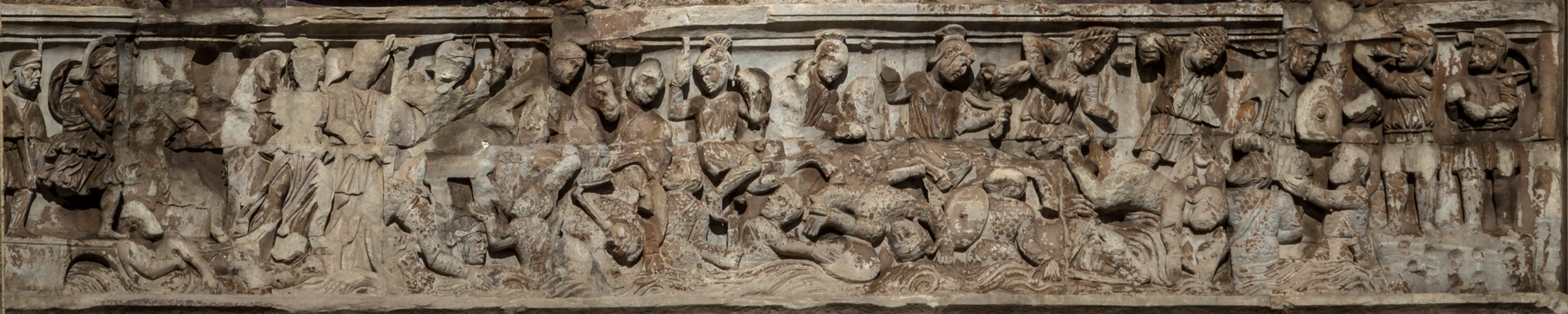
Raffigurazione contemporanea della battaglia, sull'Arco di Costantino a Roma: la cavalleria di Costantino spinge la cavalleria pesante di Massenzio nelle acque del Tevere

Secondo lo storico pagano del V secolo Zosimo, Costantino, ormai sospettoso nei confronti di Massenzio, aveva riunito un grande esercito formato anche da barbari catturati in guerra e Germani, oltre che da popolazioni celtiche e britanniche; quindi mosse alla volta dell'Italia attraverso le Alpi (presso il Moncenisio), forte di 90 000 fanti e 8 000 cavalieri. Massenzio poteva invece contare su 170 000 fanti e 18 000 cavalieri (tra i quali vi erano: 80 000 tra Romani, Italici, Tirreni, 40 000 Africani, oltre a Siculi).
Al contrario, secondo i Panegyrici latini Costantino disponeva di 40 000 armati (cifra più credibile secondo Yann Le Bohec), mentre Massenzio di 100 000 armati. Alcuni storici moderni, invece, propendono per cifre più contenute, con circa 25 000 uomini per ciascuna parte.
Tra le truppe di Costantino c'era probabilmente l'auxilium palatinum dei Cornuti, raffigurati sull'arco di Costantino durante l'assedio di Verona.

### Svolgimento
Il 28 ottobre, dunque, i due eserciti si scontrarono e Costantino ottenne una vittoria rapida e decisiva, malgrado l'accanita resistenza delle truppe avversarie.
Le disposizioni di Massenzio potrebbero essere state errate, in quanto sembra che le sue truppe siano state schierate con il fiume Tevere troppo vicino alle loro retrovie, lasciando loro poco spazio per consentire il raggruppamento nel caso in cui fossero state costrette a cedere terreno.

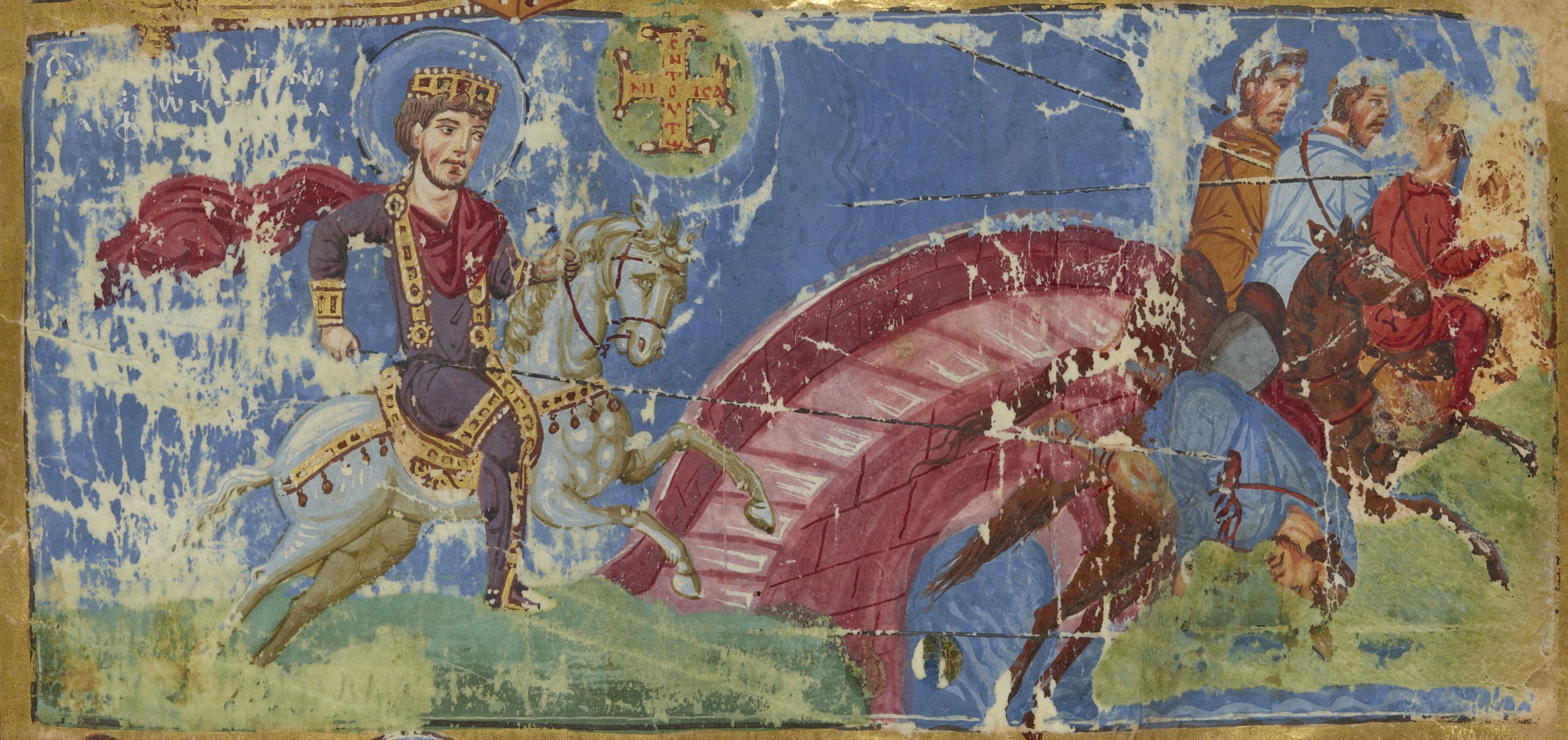
Miniatura del IX secolo, raffigurante Costantino a cavallo che trafigge con una lancia Massenzio, che cade nel fiume; sullo sfondo, le truppe di Massenzio fuggono attraverso un ponte

Abile generale provato in numerose battaglie, Costantino lanciò la sua cavalleria contro la cavalleria di Massenzio, disorganizzandola. Successivamente fu la fanteria di Costantino ad avanzare: la maggior parte delle truppe di Massenzio si batté bene, ma cominciarono a essere respinte verso il Tevere. Massenzio decise quindi di ordinare la ritirata, con l'intenzione di organizzare la resistenza a Roma stessa. Tuttavia c'era solo una via di fuga, attraverso il ponte, e gli uomini di Costantino inflissero pesanti perdite all'esercito in ritirata. Alla fine, il ponte temporaneo allestito accanto a Ponte Milvio, attraverso il quale molte delle truppe di Massenzio stavano fuggendo, crollò e quelli bloccati sulla riva nord del Tevere furono fatti prigionieri o uccisi. La Guardia pretoriana di Massenzio, che inizialmente lo aveva acclamato imperatore, sembra essersi ostinata sulla riva settentrionale del fiume: «disperando di essere perdonati, coprirono con i loro corpi il luogo che avevano scelto per il combattimento».
Massenzio era tra quei morti, essendo annegato nel fiume mentre cercava di attraversarlo a nuoto nel tentativo di fuggire; in alternativa, sarebbe stato gettato dal suo cavallo nel fiume. Il De mortibus persecutorum descrive la morte di Massenzio nel modo seguente: «Il ponte alle sue spalle era stato distrutto. Alla vista di ciò, la battaglia si infiammò. La mano del Signore prevalse e le forze di Massenzio furono sbaragliate. Egli fuggì verso il ponte rotto; ma la folla che lo incalzava lo spinse a capofitto nel Tevere».

## Conseguenze

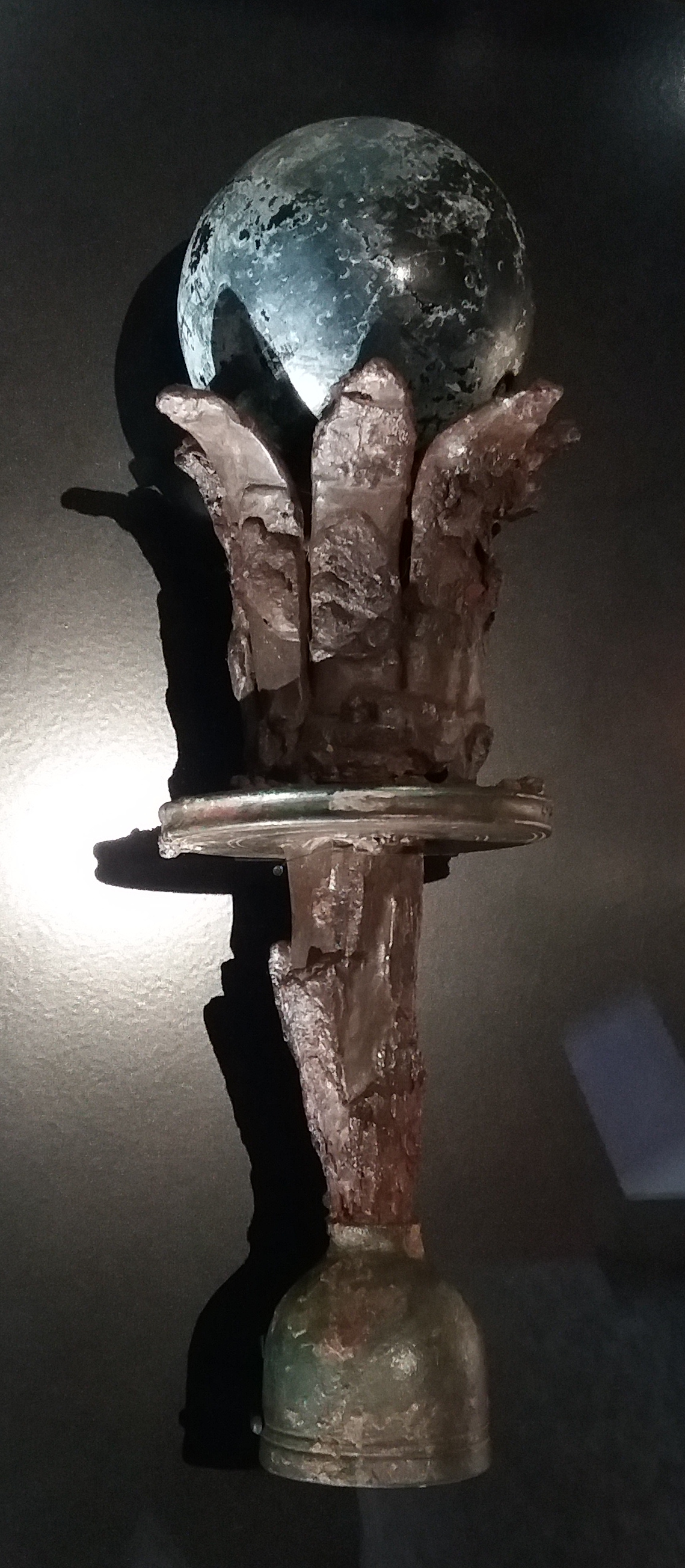
Insegna imperiale dal gruppo ritrovato occultato sul Palatino, e ritenuto appartenente a Massenzio

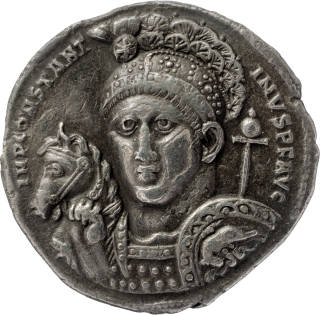
Zecca di Ticinum, medaglione del 315, raffigurante Costantino con un elmo recante il chi-rho, secondo un costume che stando a Eusebio Costantino iniziò dopo la battaglia di Ponte Milvio

Fu probabilmente subito dopo la battaglia che i sostenitori di Massenzio nascosero le insegne imperiali dello sconfitto, per impedire che cadessero in mano a Costantino. Il gruppo di insegne – costituito da tre scettri, quattro lance da parata e quattro lance portastendardi, contenuti in una borsa di cuoio avvolta in seta dipinta e altre stoffe – è stato ritrovato nella pavimentazione di un vano del Palatino nord-orientale. Altri scavi archeologici sul campo di battaglia e nei siti circostanti hanno portato alla luce reperti militari, una villa imperiale e i probabili resti di una chiesa.
Costantino entrò a Roma il 29 ottobre; la città lo accolse con grande adventus e tripudio. I Romani tirarono fuori il corpo di Massenzio dal Tevere, lo decapitarono e fecero sfilare la sua testa per le strade perché tutti la vedessero. Dopo le cerimonie, fu inviata a Cartagine, il che avrebbe posto fine alla resistenza al suo dominio, poiché la provincia di Africa apparteneva ai territori del defunto. Le descrizioni dell'ingresso di Costantino a Roma omettono qualsiasi accenno alla conclusione del corteo presso il tempio di Giove Ottimo Massimo, il luogo dove di solito si svolgevano i sacrifici. Sebbene ciò venga spesso utilizzato per dimostrare la sensibilità cristiana di Costantino, questa omissione non può essere considerata una prova che egli fosse già cristiano all'epoca. Costantino, dal canto suo, decise di recarsi presso la Curia senatoria, dove promise di ripristinare i suoi privilegi ancestrali e di dargli un ruolo sicuro nella riforma del suo governo: non ci sarebbero state persecuzioni dei sostenitori di Massenzio. In risposta, il Senato gli concesse il «titolo di primo nome», che significava che il suo nome sarebbe apparso per primo su tutti i documenti ufficiali, e lo acclamò come «il più grande augusto». Costantino emanò una serie di decreti che restituirono le proprietà confiscate, permisero il ritorno degli esuli politici e liberarono gli oppositori politici imprigionati.
La sua vittoria lo rese l'augusto d'Occidente, cioè il sovrano dell'intera metà occidentale dell'Impero romano. Licinio, unico Augusto d'Oriente dopo la morte di Massimino Daia (305–313), lo riconobbe l'anno successivo. Massenzio fu condannato alla damnatio memoriae; tutta la sua legislazione fu abrogata e i suoi progetti architettonici completati da Costantino, tra cui il tempio di Romolo – originariamente dedicato al figlio del defunto, Valerio Romolo – e la cosiddetta basilica di Massenzio, all'interno della quale fu eretta una statua colossale di Costantino. I più fedeli sostenitori di Massenzio furono neutralizzati: la Legio II Parthica fu rimossa da Alba Longa, il resto delle truppe di Massenzio fu mandato a fare il proprio dovere sul confine del fiume Reno; inoltre, la Guardia pretoriana e gli Equites singulares Augusti (la cavalleria della guardia), entrambi istituiti da Augusto e fedeli a Massenzio, furono sciolti, e sostituiti da un corpo di truppe d'élite alle dipendenze dell'imperatore, le scholae palatinae. Quasi tutte le forze militari mobili vennero d'ora in poi subordinate direttamente all'imperatore – con l'eccezione di alcune unità territoriali che vennero equiparate alle forze mobili e chiamate pseudocomitatenses – e concentrate nelle aree urbane.
Il Senato romano eresse in onore di Costantino e della sua vittoria su Massenzio l'arco di Costantino a Roma, che fu inaugurato ufficialmente il 25 luglio 315, con cerimonie che includevano sacrifici ad Apollo, Diana, ed Ercole. L'arco si trovava tra il Palatino e il Celio, sulla cosiddetta via trionfale; fu accuratamente posizionato per allinearlo con il Colosso di Nerone costruito dall'imperatore omonimo (54–68) e situato nelle vicinanze del Colosseo. Tra i rilievi contenuti nel monumento ci sono immagini che raffigurano la dea Victoria, mentre non ci sono elementi dell'immaginario cristiano, anche se questo potrebbe essere un atto deliberato del Senato, che era pagano. Esiste ancora un'iscrizione, esposta sui lati nord e sud, in cui la vittoria è associata all'intervento divino.
Sempre nel 315, Costantino fece coniare dalla zecca di Ticinum un medaglione in argento in memoria della vittoria (nel quale l'imperatore viene raffigurato provvisto di elmo con cristogramma) che fu, secondo un'interpretazione, donato agli ufficiali di cavalleria che nutrivano simpatie nei confronti del cristianesimo.

## Visione di Costantino
L'esito della battaglia di Ponte Milvio fu certamente inaspettato per i contemporanei: la vittoria del giovane Costantino venne subito associata a un "intervento divino" che lo avrebbe aiutato a vincere contro le truppe scelte di Massenzio. Costantino stesso, anche per ragioni politiche, confermò e favorì la diffusione di questi discorsi. Era usanza comune dei comandanti romani comunicare alle truppe prima della battaglia, di aver avuto sogni o prognostici favorevoli; anche Massenzio aveva consultato gli aruspici a Roma e aveva ottenuto il vaticinio, ritenuto favorevole, che l'indomani "un nemico dei romani sarebbe morto".
Le fonti storiche e iconografiche antiche non chiariscono in cosa consistesse il "segno" visto da Costantino e apposto sugli scudi dei suoi soldati, forse una X o forse una croce. Certamente si può pensare che il segno avesse anche la funzione pratica, in una battaglia tra truppe romane, di distinguere subito l'amico dal nemico. In tempi successivi, l'apparizione del "segno"  venne interpretata esclusivamente come un'apparizione della croce di Cristo, una forte simbologia, visto che Costantino simpatizzava per i cristiani e Massenzio era pagano. Le testimonianze storiche di questa visione sono differenti e in qualche modo tra loro contrastanti, in ogni caso questa presunta visione ha avuto grandi ripercussioni nella storia e nell'arte.

### Il sogno nelDe mortibus persecutorum

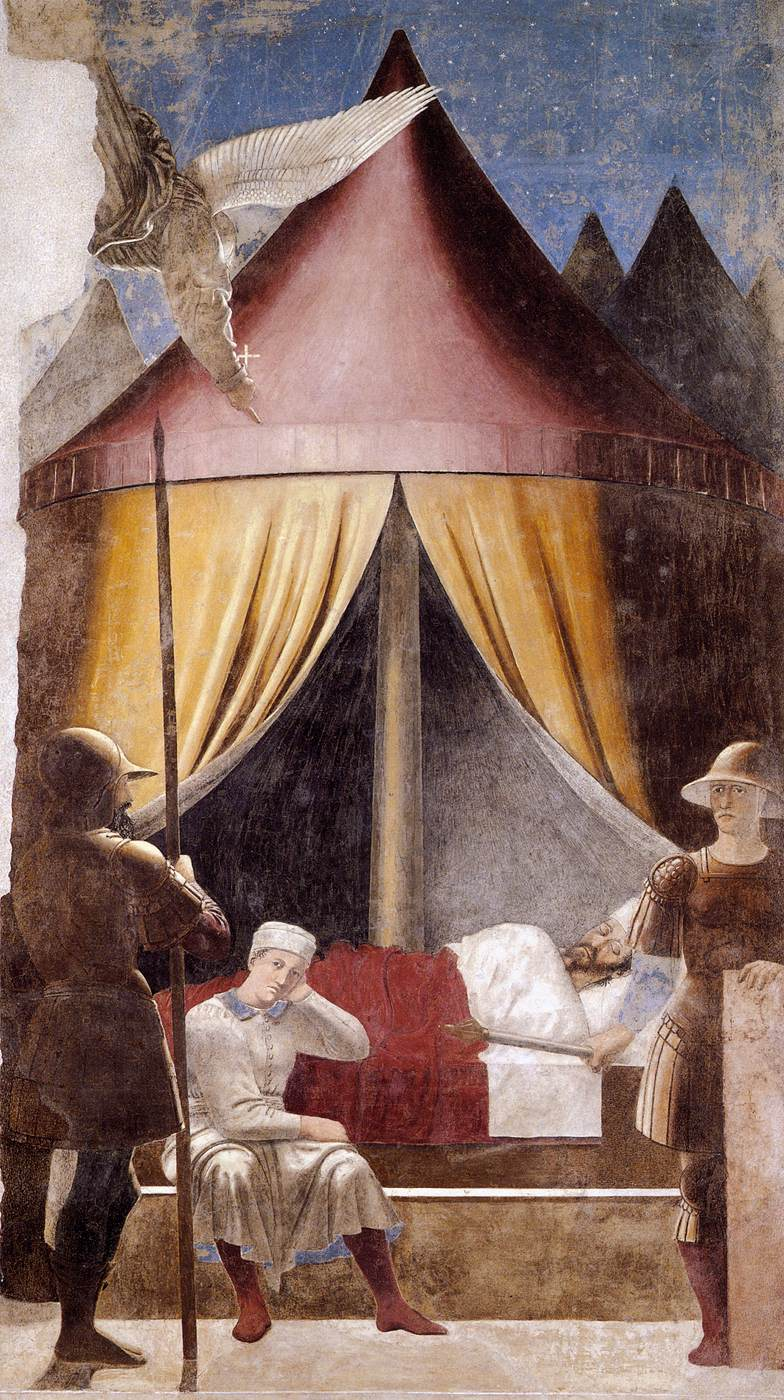
Visione della Croce, Piero della Francesca: Costantino riceve l'ordine di apporre il «celeste segno di Dio» sugli scudi dei soldati mentre dorme la notte prima della battaglia, secondo la versione riportata nel De mortibus persecutorum

Nel De mortibus persecutorum, opera composta poco tempo dopo la battaglia di Ponte Milvio, l'autore, tradizionalmente ma non unanimemente identificato con Lattanzio, afferma che la notte prima della battaglia Costantino fa un sogno in cui gli viene comandato di mettere il simbolo celeste di Dio («caeleste signum dei») sugli scudi dei propri soldati e di mandarli così in battaglia. La mattina dopo, Costantino fa apporre un segno sugli scudi dei propri soldati, una 'X' traversa con un braccio incurvato (uno staurogramma), che l'autore dell'opera associa a Cristo. Nel corso della battaglia, la mano di Dio causa la rotta delle truppe di Massenzio, il quale cade nel Tevere e annega.

### Le due versioni di Eusebio di Cesarea
Eusebio trattò della battaglia di Ponte Milvio in due opere. Nella prima, la Storia ecclesiastica (terminata nel 323/324), Eusebio afferma che il dio cristiano assistette Costantino, attirando Massenzio fuori dalle mura di Roma e causando la fuga dell'esercito di Massenzio con la sua potenza; questo racconto, però, non riporta alcuna visione avuta da Costantino, né pubblica né privata.

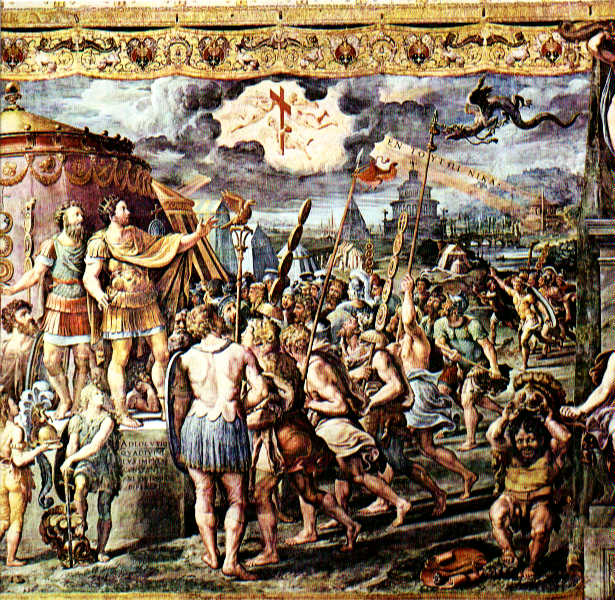
Apparizione della croce, Raffaello; la croce e la scritta «eν τουτω nικα» appaiono in cielo a Costantino I e all'intero esercito qualche tempo prima della battaglia, secondo la versione riportata nella Vita di Costantino

Nella Vita di Costantino, composta dopo la morte dell'imperatore avvenuta nel maggio 337, Eusebio afferma che Costantino stesso, molto tempo dopo i fatti, gli avrebbe rivelato un prodigio altrimenti incredibile, e glielo avrebbe confermato con un giuramento: diverso tempo prima della battaglia, verso mezzogiorno, vide con i propri occhi una croce di luce nel cielo, sopra il sole, che recava l'iscrizione «Con questo vinci». Questa visione stupì Costantino e tutto il suo esercito, che fu testimone del miracolo. Dapprima insicuro del significato della visione, Costantino ebbe nella notte un sogno nel quale Cristo gli apparve con lo stesso segno che aveva visto in cielo e gli ordinò di fare un'immagine di quel segno e di usarlo come protezione in tutti gli scontri con i suoi nemici. La mattina successiva Costantino spiegò ai suoi uomini il suo sogno e ordinò che fosse realizzata un'insegna, nota come labarum, recante il segno chi-rho, i ritratti dell'imperatore e dei suoi figli e un panno intessuto di gemme.
La narrazione della Vita di Costantino prosegue riportando che dopo la visione, Costantino interrogò i cristiani, che gliene spiegarono il significato e lo introdussero alla dottrina cristiana, convincendolo a studiare le scritture; Costantino scelse anche dei cristiani come propri consiglieri. Dopo di ciò, si decise a marciare contro Massenzio, che a Roma stava compiendo molti misfatti contro il popolo. Costantino sconfisse tre eserciti massenziani, giungendo infine nei pressi di Roma. Secondo la Vita, Dio stesso attirò Massenzio fuori dalle mura di Roma e assistette le truppe di Costantino nello scontro, respingendo i soldati dell'usurpatore: cercando scampo sul ponte di barche che aveva fatto costruire in modo che crollasse al suo comando, Massenzio cadde nella propria trappola e morì annegato nel fiume.

### Le fonti non cristiane
Anche alcune fonti non cristiane contengono dei riferimenti a visioni di Costantino o, più specificatamente a interventi divini nel corso della guerra contro Massenzio e della battaglia di ponte Milvio:
- nel panegirico del 310 si fa riferimento a una visione celeste che Costantino avrebbe avuto in occasione della guerra contro Massimiano, e che è associata al favore di Apollo-Sol Invictus per Costantino;[53]
- nell'arco di Costantino, dedicato nel 315, l'iscrizione riporta che nella sua guerra contro Massenzio, Costantino fu mosso «instinctu divinitatis», «per ispirazione divina»;[54]
- nel panegirico di Nazario del 321 si riferisce che nel corso della battaglia di ponte Milvio, l'esercito di Costantino fu aiutato da eserciti celesti, apparsi in suo soccorso.[55]